# Adolf Červinka
Adolf Červinka, křtěný Adolf Otto (4. června 1875, Albrechtice nad Orlicí – 17. dubna 1936, Praha) byl český básník, prozaik, dramatik a překladatel, mladší bratr spisovatele Karla Červinky.

## Život
Byl synem lesníka, gymnázium absolvoval v Hradci Králové a poté vystudoval práva na Právnické fakultě Univerzity Karlovy. Před sňatkem pracoval Adolf Červinka jako advokátní koncipient v Hradci Králové, advokátní kancelář si otevřel v Praze v roce 1906. Od roku 1919 byl tajemníkem Syndikátu českých spisovatelů a hudebních skladatelů, jehož Vestník redigoval.
Jako básník psal náladovou a intimní lyriku, jako prozaik je autorem nenáročných společenských románů, povídek a humoresek, ve kterých líčí běžné příhody manželských rozvratů a milostných dobrodružství tzv. lepší společnosti. Jeho dramatická díla jsou většinou na povrchu ulpívající satiry na poměry v počátcích první republiky.
Dne 7. listopadu 1905 se oženil s Annou Eiseltovou (1883–???), se kterou měl syna Eugena (1906–??). Ten se stal rovněž advokátem, byl autorem spisů o pozemkové reformě a o odluce církve od státu.
Adolf Červinka zemřel v Praze a je pochován v Sezemicích v rodinné hrobce.

## Dílo

### Poezie
- Z kuchyně starého mládence (1904), sbírka básní,
- Napadal první sníh (1907), sbírka básní,
- Tanec bludiček (1909), sbírka básní.

### Divadelní hry
- Neplechy v Arkádii (1920), divadelní hra,
- Zákonodárce (1921), divadelní hra,
- Boží mír (1922), divadelní hra,
- Ostrov žraloků (1924), divadelní hra,
- Když děti dospívají (1924), divadelní hra.

### Próza
- Polibek věčnosti a jiná prosa (1919), povídky,
- Pošetilé historky (1920), povídky,
- Spálené mosty a jiná prosa (1921), povídky,
- Tichý rozvod (1928), román,
- Přijde jaro (1929), román,
- Máňa na roztrhání (1929), román.

### Překlady
- Jean Racine: Sudílkové (1909),
- Edmond Rostand: Romatikové (1910).